# José de Brito Guerreiro Mascarenhas e Aboim
 José de Brito Guerreiro Mascarenhas e Aboim  foi um fidalgo e militar português da corte do rei D. João VI, foi capitão da companhia de cavalaria das Ordenanças de Lagoa, Algarve.